# Деббі Лінден
Деббі Лінден (англ. Debbie Linden; 22 лютого 1961 року, Глазго, Шотландія, Велика Британія — 5 листопада 1997 року, Кінгстон-апон-Темс, Суррей, Велика Британія) — британська фотомодель і акторка.
Почала свою кар'єру наприкінці 1970-х років як модель і акторка. Уславилася роллю секретаря в комедійному серіалі «Спасибі за покупку». Всього зіграла в кіно приблизно 10 ролей, в основному знімалася в серіалах.
Останні роки життя акторка страждала на наркоманію, що в результаті і призвело до її смерті. 36-річної Деббі Лінден не стало в ніч з 4 на 5 листопада 1997 року. Причиною смерті стало передозування героїну. Рассел Ейнсворт, друг Лінден, був засуджений до 2,5 років позбавлення волі за доставку для неї наркотиків.